# Per Magnus Elmblad
Per Magnus Elmblad, född den 21 april 1806 i Älmeboda socken av Kronobergs län, död den 22 februari 1887 i Stockholm, var en svensk präst och skolman. Han var far till Magnus och Johannes Elmblad.
Elmblad blev filosofie magister i Lund 1835 och prästvigdes samma år. Han blev lärare vid Barnängens uppfostringsanstalt i Stockholm 1840 och lektor vid Stockholms gymnasium 1845. Elmblad var en av förgrundsfigurerna i den religiösa rörelsen i Sverige i mitten av 1800-talet. Han tog verksamt del i bildandet av Evangeliska fosterlandsstiftelsen 1856 och var dess ordförande 1874-76. Som anhängare av den waldenströmska försoningsläran kom Elmblad dock i konflikt med stiftelsens styrelse. Elmblad var även en nitisk nykterhetskämpe och länge medlem i styrelserna för Stockholms Stadsmission, Svenska Missionssällskapet och Diakonissanstalten. I Betlehemskyrkan i Stockholm utövade Elmblad som predikant ett betydande religiöst inflytande. Han utgav tidskriften Fridsbudsbäraren, religiösa skrifter samt översättningar av tyska och franska arbeten.